# Dorcadion kraetschmeri
Dorcadion kraetschmeri är en skalbaggsart som beskrevs av Bernhauer D. 1988. Dorcadion kraetschmeri ingår i släktet Dorcadion och familjen långhorningar. Inga underarter finns listade i Catalogue of Life.